# STS-80
STS-80 — 80-й політ за програмою «Спейс Шаттл» і 21-й космічний політ шатла «Колумбія», здійснений 19 листопада 1996 року. Астронавти провели в космосі близько 18 днів і успішно приземлилися на авіабазі Едвардс 7 грудня 1996 року.
Цілями місії були виведення на орбіту і повернення супутника для досліджень в галузі технології «WSF» і астрономічного супутника «ORFEUS — SPAC» та відпрацювання інструментів і процедур робіт по збірці й обслуговуванню Міжнародної космічної станції; проведення інших експериментів в умовах мікрогравітації.
Найтриваліший політ в історії місій.

## Екіпаж
- (НАСА): Кеннет Кокрелл (3)[4] — командир;
- (НАСА): Кент Ромінджер[en] (2) — пілот;
- (НАСА): Сторі Масгрейв[en] (6) — фахівець польоту;
- (НАСА): Томас Джоунс (3) — фахівець польоту;
- (НАСА): Тамара Джерніган (4) — фахівець польоту.

## Галерея

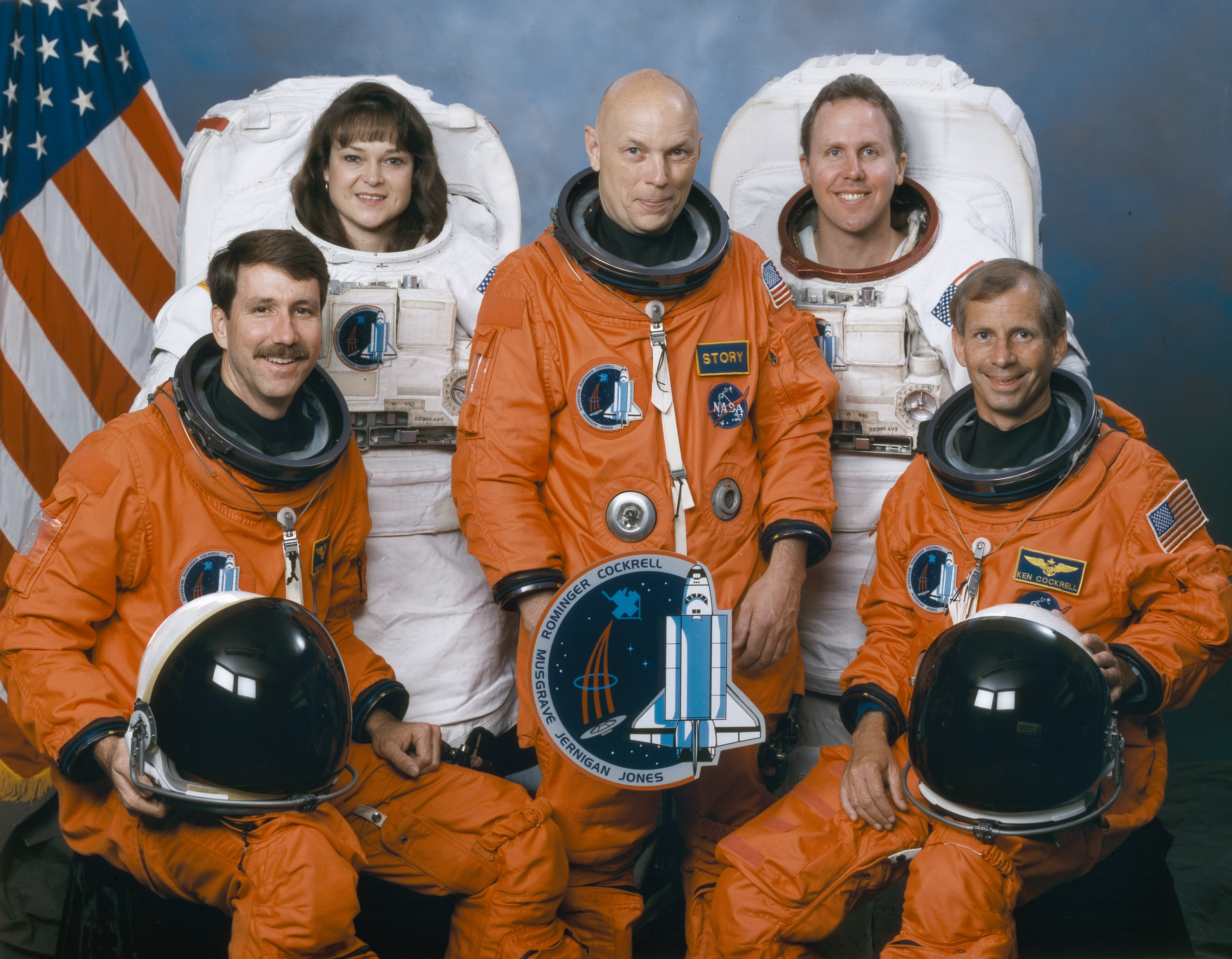
Екіпаж STS-80
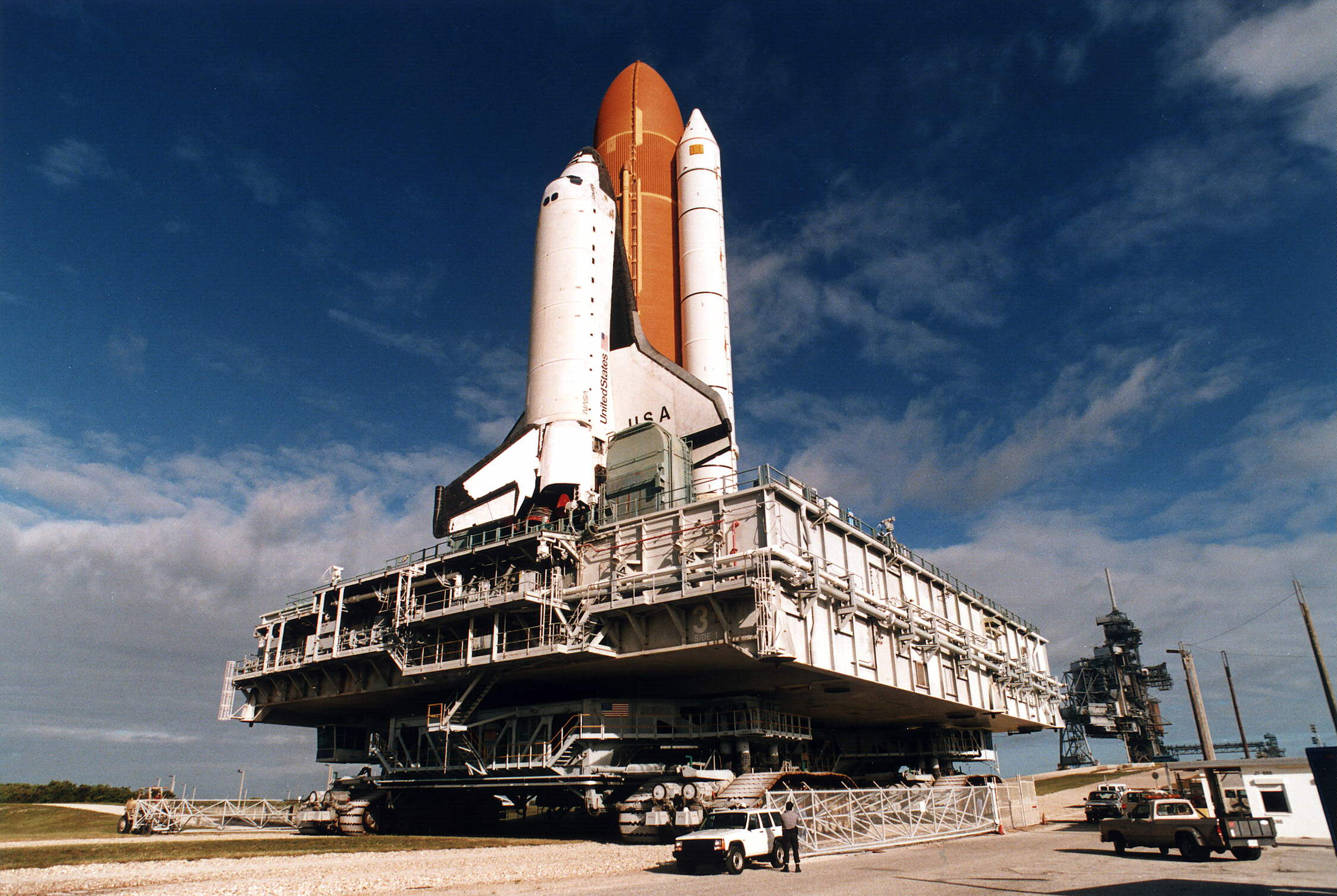
Колумбія вивозиться на пусковий майданчик 39B